# متولي درويش
 متولي درويش هو إعلامي وإذاعي مصري، ولد في عام 1939م، وحصل على ليسانس دار العلوم من جامعة القاهرة، له برامج إذاعية وتليفزيونية مستمرة لأكثر من عشرين عاما.

## أعماله
له برامج إذاعية وتليفزيونية مستمرة لأكثر من عشرين عاما منها:
- من أقوال الرسول.
- مواقف من حياة الرسول.
- مجالس العلماء.
- مسابقة القرآن الكريم.
- مع الخالدين
- كلمات من نور
- فتاوي علي الهواء.
- أمنية مواطن.

وله مجموعة شرائط الأحاديث القدسية يشرح في هذه المجموعة الأحاديث القدسية، وقد حرص على شرحها من كتب شراح الحديث أولها فتح الباري ثم شرح النووي عن مسلم بن الحجاج، ثم عون المعبود ثم تحفة الأحوذي. كما قام بتسجيل جزء كبير من صحيح البخاري لقناة المجد للحديث النبوي، وله برامج عديدة سجلها بذات القناة، منها برنامج:
- الأدعية والأذكار
- برنامج: نبوءات الرسول ﷺ

توفي متولي درويش في 2007م عن عمر يناهز 68 عاما بعد صراع مع المرض دام أكثر من تسع سنوات.
=== القنوات التي عمل بها
قدم متولي دويش برامجه في العديد من الاذاعات والمحطات التليفزيونية: 
- إذاعة البرنامج العام
- إذاعة وتليفزيون المملكة العربية السعودية
- القناة الأولي المصرية
- قناة اقرأ
- قناة المجد للحديث الشريف

## وصلات خارجية
- صاحب الصوت الجميل متولي درويش أحاديث نبوية على يوتيوب